# Lauritz Rasmussen

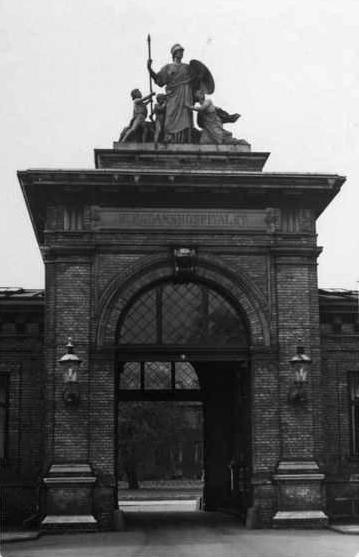
Vilhelm Bissens Athenagrupp ovanför Blegdamshospitalets portal, från cirka 1880 är gjuten på Lauriz Rasmussens bronsgjuteri.

Lauritz Rasmussen, kgl. hof-broncestøber var ett danskt bronsgjuteri, som grundades 1854 av Lauritz Rasmussen (1824-1893) och som senare togs över av hans son Carl Rasmussen (1863-1936) tillsammans med Herman Rasmussen, vilken senare dog utfattig 1900. År 1920 var Carl Rasmussen son, Poul Lauritz Rasmussen (1897-1980), registrerad som en av ägarna. Efter Carl Rasmussens död fortsatte firman med Poul Lauritz Rasmussen som ensam ägare tills han 1945 registrerade sin son H. Lauritz Rasmussen (1921–) som delägare. Verksamheten blev kunglig hovleverantör 1887.

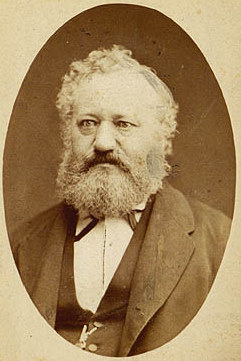
Lauritz Rasmussen (1824–1893)

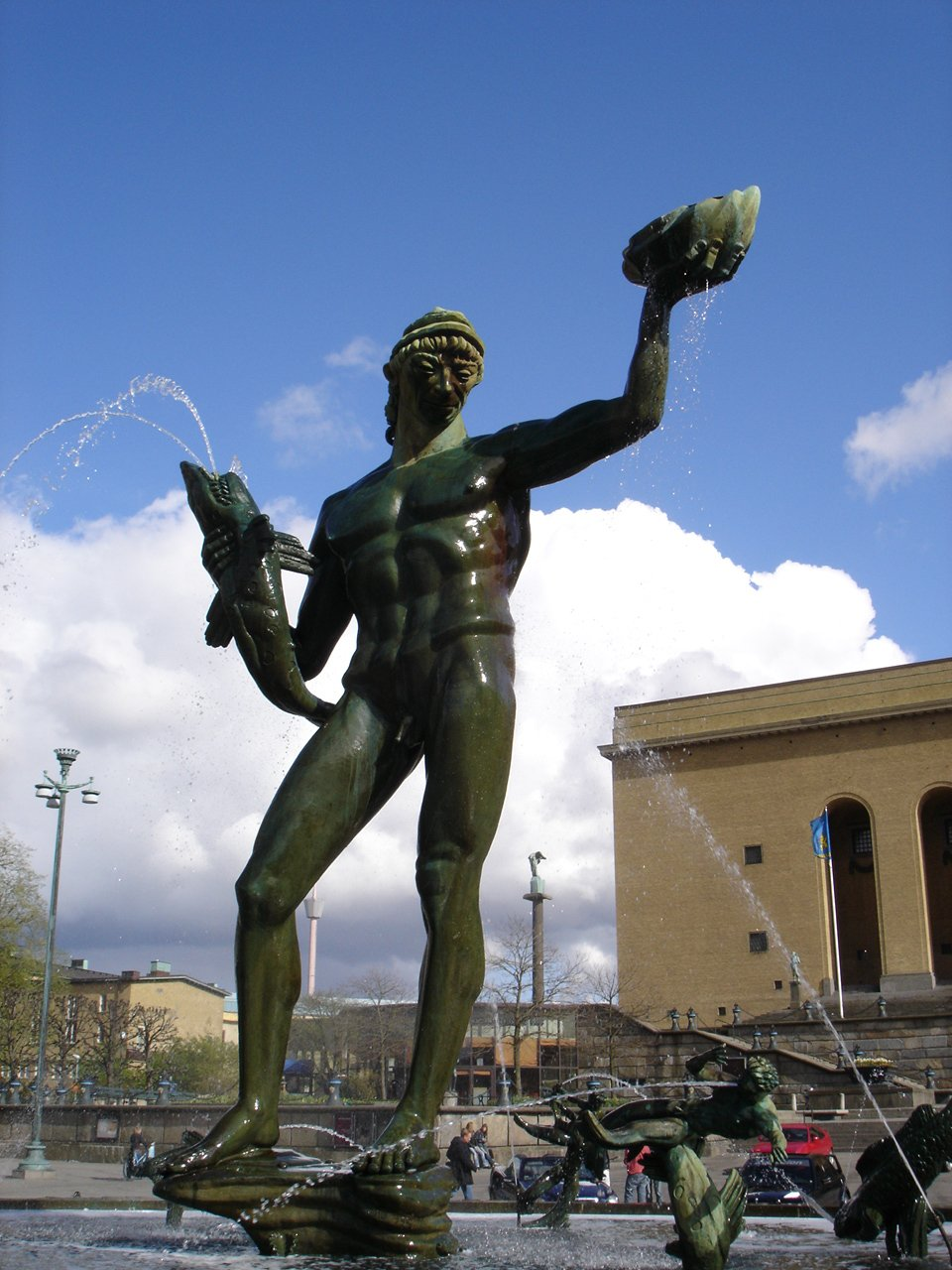
Delar av Carl Milles Poseidon i Göteborg, det vill säga mittgrupperna och Poseidonskulpturen, göts vid Lauriz Rasmussens bronsgjuteri.

Den 2 november 1854 löste Lauritz Rasmussen borgarskap som zink- och metallgjutare och öppnade sin verksamhet på Åbenrå 22, i hörnet av Hauser Plads, i Köpenhamn. År 1857 flyttade företaget till Sankt Annæ Gade 34 i Christianshavn, i hörnet av Amagergade. Efter åtta år på denna adress flyttade Lauritz Rasmussen sitt hem och sin verksamhet till Læssøesgade 17 på Nørrebro, som han övertog från bronsgjutaren Thomsen. Omkring 1880 öppnade han ytterligare ett gjuteri på Nørre Voldgade 78, som han dock stängde 1888.
Från 1896 låg verksamheten i nya byggnader på Rådmandsgade 16. Verksamheten lades ned 1967.
Exempel på verk gjutna av Rasmussen är Edvard Ferdinand Rings skulpturgrupp utanför Det Kongelige Teater, sju av statyerna på taket av Frederiks kirke, Tycho Brahestatyn vid Det Astronomiske Observatorium i Köpenhamns (1876), Vilhelm Bissens Athenagrupp ovanför Blegdamshospitalets portal (ca 1880), Ingel Fallstedts John Ericssonstatyn i Göteborg (1899) och Rudolph Tegners monument Mod lyset (1909) och Carl Milles Poseidon i Göteborg (1931).